# Stan Helsing
Pour plus de détails, voir Fiche technique et Distribution.
Stan Helsing est un film américano-canadien réalisé par Bo Zenga, sorti en 2009.

## Synopsis
Stan Helsing travaille dans un vidéo-club. Le soir d'Halloween, avant de partir de son travail, son chef lui donne l'ordre de déposer quelques vidéos chez la mère du propriétaire.
Alors qu'il roule en voiture avec des amis vers une fête, il les convainc de l'emmener d'abord à Linwood, où déposer les vidéos. Pendant ce temps, un groupe de méchants de film d'horreur, notamment Freddy, essaie de le retrouver.
Stan est accompagné de Nadine, son ex-copine, Teddy son ami, et Mia, une amie de Teddy. Stan est souvent pris pour Van Helsing, mais il corrige les personnes à ce sujet. Ils s'arrêtent prendre de l'essence, mais se font arnaquer : la pompiste siphonne le réservoir plutôt que de le remplir. Leur voiture tombe en panne près d'une quartier résidentiel privé : Stormy Night Estates. Ils décident de livrer les vidéos à pied.
Le groupe de méchants les retrouve et s'apprête à les agresser, mais les habitants témoins de la scène s'y opposent et proposent de régler cet affrontement au karaoké. Les méchants perdent et décident néanmoins d'agresser Stan. Freddy déchire le haut de Stan avec ses griffes, ce qui découvre une marque son torse : les initiales VH. Stan Helsing s'avère être Stan Van Helsing, un descendant d'Abraham Van Helsing, le célèbre chasseur de vampires. Stan se met à se battre contre les méchants, il inspire courage à ses amis qui lui prêtent main-forte. Les monstres sont vaincus.
Le groupe d'amis repart en taxi, Stan se remet avec Nadine.

## Films parodiés
- Freddy
- Halloween
- Hellraiser
- Van Helsing
- Massacre à la tronçonneuse
- E.T. l'extra-terrestre
- Vendredi 13
- Saw
- Scream
- L'Exorciste
- Souviens-toi... l'été dernier
- Superman
- Chucky
- Mort de peur
- Jeepers Creepers

## Fiche technique
- Titre : Stan Helsing
- Réalisation : Bo Zenga
- Scénario : Bo Zenga
- Musique : Ryan Shore
- Photographie : Robert C. New
- Montage : Dennis M. Hill et Sterling Scott
- Production : Kirk Shaw, Scott Steindorff et Bo Zenga
- Société de production : Boz Productions, Insight Film Studios, Helsing Releasing et TADORA Filmproduktions
- Société de distribution : Anchor Bay Films (États-Unis)
- Pays :  Canada et  États-Unis
- Genre : Comédie horrifique et fantastique
- Durée : 108 minutes
- Dates de sortie : 
  -  Canada : 23 octobre 2009

## Distribution
- Steve Howey : Stan Helsing
- Diora Baird : Nadine
- Kenan Thompson : Teddy
- Desi Lydic : Mia
- Leslie Nielsen : Kay
- Travis MacDonald : Hitcher
- Chad Krowchuk : Sully
- Darren Moore : Crazy
- Jeremy Crittenden : Altar Boy
- Jeff Gulka : Lucky
- Ken Kirzinger : Mason
- Ben Cotton : Fweddy
- Lee Tichon : Michael Criers
- Twan Holliday : Pleatherface
- Charles Zuckermann : Needlehead
- Hilary Strang : la femme de la station service
- Ray G. Thunderchild : Husband
- John DeSantis : Frankenstein
- Jeremiah Sird : Idiot Indian